# Garden Ridge
Garden Ridge é uma cidade localizada no estado norte-americano do Texas, no Condado de Comal.

## Demografia
Segundo o censo norte-americano de 2000, a sua população era de 1882 habitantes.
Em 2006, foi estimada uma população de 2752, um aumento de 870 (46.2%).

## Geografia
De acordo com o United States Census Bureau tem uma área de
20,8 km², dos quais 20,4 km² cobertos por terra e 0,4 km² cobertos por água.

## Localidades na vizinhança
O diagrama seguinte representa as localidades num raio de 12 km ao redor de Garden Ridge.